# Villamartín de Don Sancho
Villamartín de Don Sancho település Spanyolországban, León tartományban. Lakosainak száma 144 fő (2024).

## Földrajza
Villamartín de Don Sancho Villaselán, Villamol, Valdepolo, Cubillas de Rueda és Almanza községekkel határos.

## Népesség
A település lakosságának változását az alábbi diagram mutatja:
| Lakosok száma | 186  | 180  | 162  | 153  | 157  | 148  | 153  | 176  | 156  | 144  |
|               | 2001 | 2004 | 2007 | 2009 | 2012 | 2014 | 2017 | 2019 | 2022 | 2024 |